# Юрмала (футбольний клуб)
«Ю́рмала» — латвійський футбольний клуб з Юрмали. Заснований 2008 року.

## Рекорди клубу
- Найбільша перемога: 4:0 («Олімп», 2011).
- Найбільша поразка: 0:4 («Вентспілс», 2011).